# Bengt Borgström
Bengt Borgström, född 2 mars 1922 i Malmö, död 4 augusti 2009, var en svensk medicinsk kemist. Han var från 1960 professor i medicinsk och fysiologisk kemi vid Lunds universitet.